# Exetastes albicoxa
Exetastes albicoxa är en stekelart som beskrevs av Henry Keith Townes, Jr. 1978. Exetastes albicoxa ingår i släktet Exetastes och familjen brokparasitsteklar. Inga underarter finns listade i Catalogue of Life.